# Capobula neethlingi
Espèce
Capobula neethlingi est une espèce d'araignées aranéomorphes de la famille des Trachelidae.

## Distribution
Cette espèce est endémique du Cap-Occidental en Afrique du Sud,.

## Description
La femelle holotype mesure 1,95 mm, les femelles mesurent de 1,80 à 1,98 mm.

## Étymologie
Cette espèce est nommée en l'honneur de Jan Andries Neethling.

## Publication originale
- Haddad, Jin, Platnick & Booysen, 2021 : « Capobula gen. nov., a new Afrotropical dark sac spider genus related to Orthobula Simon, 1897 (Araneae: Trachelidae). » Zootaxa, no 4942(1), p. 41-71.